# Unidad de la ciencia

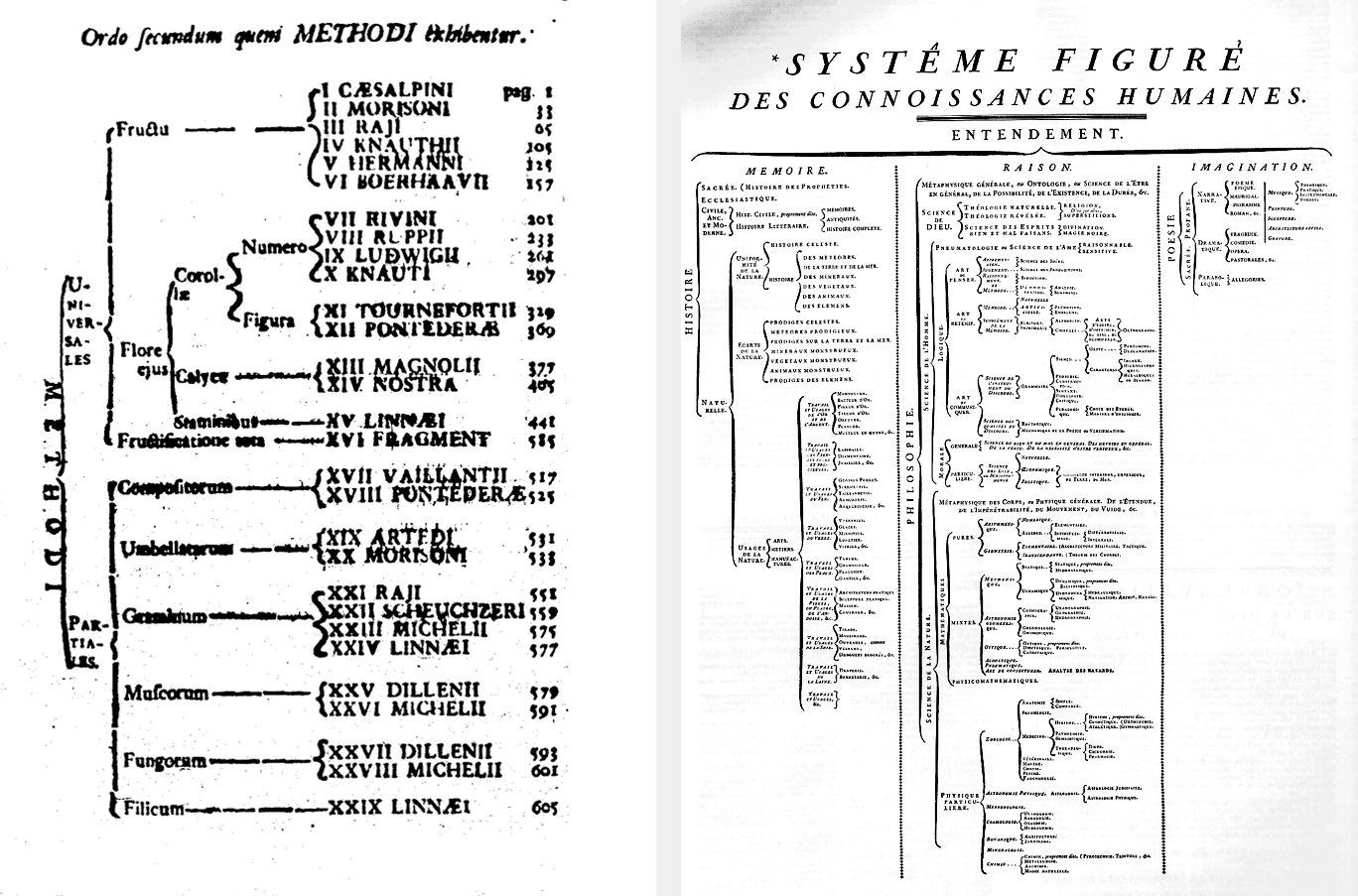
Unidad del edificio científico según Linneo y Diderot.

En filosofía de la ciencia, la unidad de la ciencia es la idea de que todas las ciencias forman una integralidad o un todo unificado, que no puede ser separado o desmembrado a riesgo de perder la visión de conjunto.
A pesar de esta afirmación, por ejemplo, es claro que física y sociología son dos disciplinas bien distintas y diferenciadas, y casi podríamos decir de una cualidad diferente, aunque la tesis de la unidad o unicidad de la ciencia afirmaría que, en principio, ambas deberían formar parte de un universo intelectual unificado de difícil o inconducente desmembramiento.
La tesis de la unidad de la ciencia está usualmente asociada con una visión de diferentes niveles de organización en la naturaleza, donde la física es la más básica o fundamental, y donde la química es la que le sigue en jerarquía, y sobre esta última sigue la biología, y sobre la biología sigue la sociología. Según esta concepción, y partiendo desde la física, se reconocería así que las células, los organismos, y las culturas, tienen todos una base o un origen biológico, pero representando tres diferentes niveles jerárquicos de la organización biológica.
A pesar de lo expresado, también se ha sugerido (por ejemplo por Jean Piaget, 1950), que la unicidad de la ciencia podría ser considerada en términos de un círculo de ciencias o de disciplinas, donde la física provee la base para la química, y donde a su vez la química es la base para la biología, y la biología la base para la psicología, y esta la base para la lógica y la matemática, y a su vez la lógica y la matemática serviría de base y de comprensión para la física.
La tesis de la unidad de la ciencia simplemente expresa que hay leyes científicas comunes aplicables a cualquier cosa y en cualquier nivel de organización. Pero en un determinado nivel de organización, los científicos llaman a esas leyes con nombres particulares, y visualizan la aplicación y expresión de esas leyes en ese nivel de una manera adaptada y simplificada, enfatizando por ejemplo la importancia de alguna de ellas sobre las otras. Es así como la termodinámica o las leyes de la energía, parecerían ser universales para cierto número de diferentes disciplinas, ya que por cierto, todos los sistemas en la naturaleza operan o parecen operar sobre la base de transacciones de energía. Claro, esto no excluye la posibilidad de algunas leyes particulares aplicables específicamente a dominios quizás caracterizados por una complejidad creciente, tal como lo sugerido por Gregg R. Henriques (2003, consultar 'Tree of Knowledge System'), quien precisamente propone cuatro grados de complejidad: Materia, Vida, Mente, y Cultura. Desde luego, este árbol igualmente podría ser circular, con la cultura enmarcando la comprensión y la percepción de la materia y de los sistemas por parte de la gente.
La ciencia es una creación humana, y forma parte de cultura humana. La ciencia es un todo unificado, en el sentido que es profundamente entendida cuando se la considera de una manera integral y holística, y no hay científicos que estudien realidades alternativas. Sin embargo, bien podría argumentarse que los científicos no actúan con un enfoque integral, pues por facilidad de análisis o por las razones que fueren, se hacen hipótesis simplificatorias, se aísla, se trata separadamente. Es posiblemente la percepción de una realidad sola, lo único que desemboca en la unidad de la ciencia.
Según la lógica proposicional, la ciencia parecería ser un camino hacia la simplificación, o en realidad hacia la universalización de teorías científicas discretas sobre la energía, y que los físicos llaman unificación. Esto ha conducido a la teoría de cuerdas y a sus concepciones derivadas, probablemente relacionadas con la noción que, en la base, sólo se encuentra la energía que no fue liberada en la Gran Explosión, y realmente nada más.
La tesis de la unidad de la ciencia, resulta ser más clara y mejor argumentada, por la Teoría General de Sistemas de Ludwig von Bertalanffy, Paul Oppenheim, e Hilary Putnam. Y fue aún más fuertemente argumentada y clarificada por Jerry Fodor.